# Coupe Charles Drago 1963
Navigation
Édition précédente Édition suivante
La onzième édition de la Coupe Charles Drago est organisée durant la deuxième partie de la saison 1962-1963 par la Ligue nationale de football pour les clubs professionnels français, et se déroule sur une période de février à juin. La compétition oppose les clubs éliminés de la Coupe de France de football avant les demi-finales.

## Clubs participants
| Division 1 - Angers SCO - FC Girondins de Bordeaux - FC Grenoble - RC Lens - Olympique de Marseille - SO Montpellier - FC Nancy - OGC Nice - Nîmes Olympique - Stade rennais UC - FC Rouen - UA Sedan-Torcy - Stade français - RC Strasbourg - Toulouse FC - US Valenciennes-Anzin | Division 2 - AS Aix-en-Provence - RCFC Besançon - AS Béziers - US Boulogne - AS Cannes - AS Cherbourg - US Forbach - Le Havre AC - Lille OSC - Limoges FC - FC Metz - FC Nantes - CA Paris - Red Star Olympique - CO Roubaix-Tourcoing - AS Saint-Étienne - FC Sochaux-Montbéliard - AS Troyenne et Savinienne |

## Premier tour
Les matchs se déroulent sur le terrain du premier club cité, sauf note contraire. En cas de match nul, les deux équipes sont départagées au nombre de coups de pied de coin obtenus, puis par tirage au sort à la pièce jetée.
Les clubs participants ont été éliminés en trente-deuxièmes de finale de la Coupe de France, à l'exception de l'AS Cherbourg, du FC Metz, du CA Paris, du CO Roubaix-Tourcoing et de l'AS Troyenne et Savinienne, éliminés au tour précédent.
Matchs disputés le 17 février 1963, sauf note contraire.
| Equipe 1                  | Score       | Equipe 2                       | Notes                          |
| FC Nantes (D2)            | 1 - 2       | FC Rouen (D1)                  | Disputé le 13 février          |
| AS Cherbourg (D2)         | 0 - 3       | Stade rennais UC (D1)          |                                |
| AS Saint-Étienne (D2)     | 3 - 1       | SO Montpellier (D1)            |                                |
| FC Grenoble (D1)          | 3 - 1       | AS Béziers (D2)                |                                |
| CO Roubaix-Tourcoing (D2) | 2 - 2 a.p.¹ | US Boulogne (D2)               | Disputé le 6 mars              |
| RCFC Besançon (D2)        | 3 - 2 a.p.  | AS Troyenne et Savinienne (D2) | Disputé le 7 mars              |
| CA Paris (D2)             | 1 - 0       | Lille OSC (D2)                 | Disputé le 7 mars à Saint-Ouen |
| US Forbach (D2)           | 0 - 4       | FC Metz (D2)                   | Disputé le 10 mars             |

- 1 6 - 6 au nombre de coups de pied de coin obtenus, Boulogne-sur-Mer est déclaré vainqueur après tirage au sort

## Deuxième tour
Les matchs se déroulent sur le terrain du premier club cité, sauf note contraire. En cas de match nul, les deux équipes sont départagées au nombre de coups de pied de coin obtenus, puis par tirage au sort à la pièce jetée.
Aux huit clubs qualifiés à la suite du premier tour se joignent les clubs professionnels éliminés en seizièmes de finale de la Coupe de France : Association sportive aixoise, AS Cannes, Le Havre AC, RC Lens, FC Nancy, OGC Nice, Nîmes Olympique, le Stade français, RC Strasbourg et US Valenciennes-Anzin
Matchs disputés le 10 mars 1963, sauf note contraire.
| Equipe 1                | Score | Equipe 2                   | Notes                           |
| RC Lens (D1)            | 4 - 0 | Stade rennais UC (D1)      |                                 |
| US Boulogne (D2)        | 0 - 1 | FC Nancy (D1)              |                                 |
| Le Havre AC (D2)        | 1 - 4 | FC Rouen (D1)              |                                 |
| FC Grenoble (D1)        | 3 - 2 | Nîmes Olympique (D2)       |                                 |
| AS Aix-en-Provence (D2) | 1 - 0 | OGC Nice (D1)              |                                 |
| AS Cannes (D2)          | 0 - 4 | AS Saint-Étienne (D2)      |                                 |
| CA Paris (D2)           | 0 - 3 | Stade français (D1)        | Disputé le 11 mars à Saint-Ouen |
| FC Metz (D2)            | 2 - 1 | RC Strasbourg (D1)         | Disputé le 13 mars              |
| RCFC Besançon (D2)      | 2 - 1 | US Valenciennes-Anzin (D1) | Disputé le 13 mars              |

## Troisième tour
Les matchs se déroulent sur le terrain du premier club cité. En cas de match nul, les deux équipes sont départagées au nombre de coups de pied de coin obtenus, puis par tirage au sort à la pièce jetée.
Aux neuf clubs qualifiés à la suite du deuxième tour se joignent les clubs professionnels éliminés en huitièmes de finale de la Coupe de France : Angers, Marseille, Toulouse FC, le Red Star et Sochaux.
Le nombre de clubs engagés étant trop faible pour disputer un quatrième tour comprenant huit équipes, deux clubs sont exemptés. Il s'agit du RCFC Besançon et du Toulouse FC.
Matchs disputés le 27 mars 1963, sauf note contraire.
| Equipe 1                    | Score      | Equipe 2            | Notes              |
| AS Saint-Étienne (D2)       | 1 - 0      | FC Rouen (D1)       |                    |
| Olympique de Marseille (D1) | 2 - 0 a.p. | Angers SCO (D1)     |                    |
| FC Sochaux-Montbéliard (D2) | 2 - 1      | FC Metz (D2)        |                    |
| FC Nancy (D1)               | 0 - 1      | RC Lens (D1)        |                    |
| Red Star Olympique (D2)     | 3 - 1      | FC Grenoble (D1)    |                    |
| AS Aix-en-Provence (D2)     | 2 - 1      | Stade français (D1) | Disputé le 30 mars |

## Quatrième tour
Les matchs se déroulent sur le terrain du premier club cité. En cas de match nul, les deux équipes sont départagées au nombre de coups de pied de coin obtenus, puis par tirage au sort à la pièce jetée.
Les huit clubs qualifiés à la suite du troisième tour s'affrontent entre eux.
Matchs disputés les 10 et 11 avril 1963, sauf note contraire.
| Equipe 1                    | Score      | Equipe 2                    | Notes               |
| AS Saint-Étienne (D2)       | 4 - 2      | Olympique de Marseille (D1) |                     |
| AS Aix-en-Provence (D2)     | 3 - 2 a.p. | RCFC Besançon (D2)          |                     |
| Red Star Olympique (D2)     | 3 - 0      | Toulouse FC (D1)            |                     |
| FC Sochaux-Montbéliard (D2) | 3 - 1      | RC Lens (D1)                | Disputé le 24 avril |

## Quarts de finale
Les matchs se déroulent sur le terrain du premier club cité. En cas de match nul, les deux équipes sont départagées au nombre de coups de pied de coin obtenus, puis par tirage au sort à la pièce jetée.
Aux quatre clubs qualifiés à la suite du quatrième tour se joignent les clubs professionnels éliminés en quarts de finale de la Coupe de France : Bordeaux, Limoges et Sedan.
Sept club seulement figurent donc à l'affiche de ces quarts de finale, sachant que le dernier quart de finaliste éliminé de la Coupe de France était l'AS Brestoise, club amateur. Le nombre de clubs engagés étant impair, un club est exempté. Il s'agit de l'AS Aix-en-Provence.
Matchs disputés entre le 17 avril et le 8 mai 1963.
| Equipe 1                    | Score | Equipe 2                      | Notes               |
| Limoges FC (D2)             | 0 - 3 | Red Star Olympique (D2)       | Disputé le 17 avril |
| UA Sedan-Torcy (D1)         | 2 - 1 | FC Girondins de Bordeaux (D1) | Disputé le 24 avril |
| FC Sochaux-Montbéliard (D2) | 4 - 1 | AS Saint-Étienne (D2)         | Disputé le 8 mai    |

## Demi-finales
Les matchs se déroulent sur le terrain du premier club cité. En cas de match nul, les deux équipes sont départagées au nombre de coups de pied de coin obtenus, puis par tirage au sort à la pièce jetée.
Matchs disputés les 15 et 30 mai 1963.
| Equipe 1                | Score | Equipe 2                    | Notes             |
| AS Aix-en-Provence (D2) | 0 - 4 | FC Sochaux-Montbéliard (D2) | Disputé le 15 mai |
| Red Star Olympique (D2) | 0 - 1 | UA Sedan-Torcy (D1)         | Disputé le 30 mai |

## Finale
Après le RCFC Besançon la saison précédente, le FC Sochaux-Montbéliard est la deuxième formation de deuxième division à remporter la Coupe Drago. À la différence de leurs voisins (les deux villes sont distantes de moins de cent kilomètres), les Sochaliens n'en sont pas à leur coup d'essai, puisqu'ils avaient remporté la compétition en 1953.
La finale oppose sur leur terrain d'Auguste-Bonal les « Lionceaux » aux « Sangliers » de l'UA Sedan-Torcy, qui figure parmi les meilleures équipes de première division (les Ardennais termineront troisièmes du classement derrière l'AS Monaco et le Stade de Reims). Autant dire que leur large victoire en finale, malgré l'avantage du terrain, créé la surprise. La première mi-temps s'apparente à une course-poursuite : Sochaux ouvre la marque, Sedan égalise deux minutes plus tard. Liron et Bourdoncle donnent deux buts d'avance au FCSM, mais Salem réduit l'écart juste avant la pause. C'est finalement le but du doublé de Schmit, suivi par un but contre-son-camp de Maryan qui donne plus d'ampleur à la victoire franc-comtoise (5 - 2). Pour Sedan, c'est la deuxième défaite en autant de finales disputées.
| Clubs                  | FC Sochaux-Montbéliard - UA Sedan-Torcy |
| Score                  | 5-2 (3-2) |
| Date                   | 15 juin 1963 |
| Stade                  | Stade Auguste-Bonal, Montbéliard 3 154 spectateurs |
| Arbitre                | M. Maurice Bondon |
| But                    | Schmit (10e et 65e), Liron (21e), Bourdoncle (36e) et Maryan (77e csc) pour Sochaux ; Lebert (12e) et Salem (44e)                                                                               |
| FC Sochaux-Montbéliard | Claude Hugues, André Bouteiller, Jean Molla, Jean-Marie Gester, Dobrosav Krstić, Claude Quittet, Claude Latron, Serge Bourdoncle, Ginès Liron, Gérard Leroy, Ady Schmit. Entraîneur : Roger Hug |
| UA Sedan-Torcy         | Pierre Tordo, Louis Lemasson, Mohamed Salem, Maxime Fulgenzy, Pierre Michelin, Maryan, Roger Lemerre, Bernard Roubaud, Yannick Lebert, Claude Brény, Yvan Roy. Entraîneur : Louis Dugauguez     |